# Ignacio Flores
Ignacio Flores Ocaranza, noto come Nacho Flores (Città del Messico, 31 luglio 1953 – Cuernavaca, 11 agosto 2011), è stato un calciatore messicano, di ruolo difensore.
Era fratello di Luis Enrique Flores, anch'egli calciatore, attivo negli anni ottanta.
È deceduto nell'agosto 2011, all'età di 58 anni, vittima di un agguato mentre era alla guida della sua auto sulla strada Città del Messico-Cuernavaca.

## Carriera
Ha trascorso l'intera carriera nelle file del Cruz Azul, con cui ha vinto cinque campionati nazionali.
Con la Nazionale messicana ha preso parte al campionato del mondo 1978, tenutosi in Argentina.